# 大阪モーターサイクルショー
大阪モーターサイクルショーは（おおさかモーターサイクルショー、英称：The OSAKA MOTORCYCLE SHOW）は、日本二輪車普及安全協会 近畿ブロックが主催する毎年3月の3日間に渡って大阪で開催されるオートバイの展示会。モーターサイクル産業の振興と健全なモーターサイクル文化の普及・育成、そして二輪車を愛する人々に新たな発見や感動の機会提供を目指すこと目的に開催している。

## 会場
会場は咲洲のインテックス大阪（大阪市住之江区）、主催は日本二輪車普及安全協会近畿ブロック。

## 主な出展社
日本
- 本田技研工業
- ヤマハ発動機
- スズキ
- 川崎重工業

アメリカ
- インディアン
- ハーレーダビッドソン

ドイツ
- BMW

イギリス
- トライアンフ

イタリア
- アプリリア
- アディバ
- ドゥカティ
- ピアッジオ
- ランブレッタ
- ベスパ
- モトグッツィ
- アプリリア

オーストリア
- KTM

インド
- ロイヤルエンフィールド

台湾
- キムコ
- SYM

ロシア
- ウラルモト（旧IMZ）

### パーツ&アクセサリー
- アライヘルメット
- SHOEI
- オージーケーカブト
- トタル
- 大同工業
- ダンロップ
- アールケー・ジャパン
- 江沼チヱン製作所
- 南海部品
- MITSUBA

### メディア
- 三栄書房
- モーターマガジン社
- 内外出版社
- 八重洲出版
- 株式会社造形社
- Like a wind
- 二輪車新聞社
- 株式会社クレタ

### 関連
- 阪神ライディングスクール
- YIC京都工科自動車大学校
- 熊本県立矢部高等学校 二輪車競技部

### 観光
- フェリーさんふらわあ
- 宮崎カーフェリー
- 名門大洋フェリー

### その他協会関係
- ジャパンライダーズ宣言
- 大阪オートバイ事業協同組合
- 近畿モーターサイクルスポーツ協会
- MFJトライアル普及実行委員会
- 日本二輪車普及安全協会
- 自動車リサイクル促進センター
- 自動車公正取引協議会
- 大阪府警
- 近畿運輸局
- 自衛隊大阪地方協力本部

## 実績
| 回数   | 会 期                            | 会 場                               | 出展社・団体数 | 入場者数 | 備考                                                |
| ------ | -------------------------------- | ----------------------------------- | -------------- | -------- | --------------------------------------------------- |
| 第41回 | 2025年(令和7年)3月21日～3月23日  | インテックス大阪 （大阪市住之江区） | 000社・団体    | 00,000人 | -                                                   |
| 第40回 | 2024年(令和6年)3月15日～3月17日  | インテックス大阪 （大阪市住之江区） | 134社・団体    | 72,884人 | -                                                   |
| 第39回 | 2023年(令和5年)3月17日～3月19日  | インテックス大阪 （大阪市住之江区） | 116社・団体    | 75,138人 | -                                                   |
| 第38回 | 2022年(令和4年)3月19日～3月21日  | インテックス大阪 （大阪市住之江区） | 112社・団体    | 33,781人 | -                                                   |
| 第37回 | 2021年(令和3年)0月0日～0月0日    | インテックス大阪 （大阪市住之江区） | 0社・団体      | --,---人 | 新型コロナウイルス感染拡大防止 の観点から開催中止。 |
| 第36回 | 2020年(令和2年)3月20日～3月22日  | インテックス大阪 （大阪市住之江区） | 0社・団体      | --,---人 | 新型コロナウイルス感染拡大防止 の観点から開催中止。 |
| 第35回 | 2019年(平成31年)3月15日～3月17日 | インテックス大阪 （大阪市住之江区） | 153社・団体    | 73,038人 | -                                                   |
| 第34回 | 2018年(平成30年)3月16日～3月18日 | インテックス大阪 （大阪市住之江区） | 162社・団体    | 70,664人 | -                                                   |
| 第33回 | 2017年(平成29年)3月18日～3月20日 | インテックス大阪 （大阪市住之江区） | 153社・団体    | 66,244人 | -                                                   |
| 第32回 | 2016年(平成28年)3月19日～3月21日 | インテックス大阪 （大阪市住之江区） | 140社・団体    | 62,512人 | -                                                   |
| 第31回 | 2015年(平成27年)3月20日～3月22日 | インテックス大阪 （大阪市住之江区） | 140社・団体    | 57,754人 | -                                                   |
| 第30回 | 2014年(平成26年)3月21日～3月23日 | インテックス大阪 （大阪市住之江区） | 138社・団体    | 55,016人 | -                                                   |
| 第29回 | 2013年(平成25年)3月15日～3月17日 | インテックス大阪 （大阪市住之江区） | 0社・団体      | 49,442人 | -                                                   |
| 第28回 | 2012年(平成24年)3月16日～3月18日 | インテックス大阪 （大阪市住之江区） | 107社・団体    | 41,552人 | 出展車両数263台                                     |
| 第27回 | 2011年(平成23年)3月19日～3月21日 | インテックス大阪 （大阪市住之江区） | 0社・団体      | --,---人 | 東日本大震災のため中止。                            |
| 第26回 | 2010年(平成22年)3月20日～3月22日 | インテックス大阪 （大阪市住之江区） | 106社・団体    | 41,256人 | -                                                   |
| 第25回 | 2009年(平成21年)3月21日～3月23日 | インテックス大阪 （大阪市住之江区） | 0社・団体      | --,---人 | -                                                   |
| 第24回 | 2008年(平成20年)3月21日～3月23日 | インテックス大阪 （大阪市住之江区） | 0社・団体      | --,---人 | -                                                   |
| 第23回 | 2007年(平成19年)3月21日～3月23日 | インテックス大阪 （大阪市住之江区） | 0社・団体      | --,---人 | -                                                   |
| 第22回 | 2006年(平成18年)3月21日～3月23日 | インテックス大阪 （大阪市住之江区） | 0社・団体      | --,---人 | -                                                   |
| 第21回 | 2005年(平成17年)3月21日～3月23日 | インテックス大阪 （大阪市住之江区） | 0社・団体      | --,---人 | -                                                   |
| 第20回 | 2004年(平成16年)3月19日～3月21日 | インテックス大阪 （大阪市住之江区） | 0社・団体      | --,---人 | -                                                   |